# 台湾马尾杉
台湾马尾杉（学名：Phlegmariurus taiwanensis）为石杉科马尾杉属下的一个种。

## 扩展阅读
- 維基物種上的相關：台湾马尾杉